# ゲミュンデン・アム・マイン
ゲミュンデン・アム・マイン (ドイツ語: Gemünden am Main、公式表記は Gemünden a.Main、ドイツ語発音: [gəˈmʏndn̩]) は、ドイツ連邦共和国バイエルン州ウンターフランケン行政管区のマイン＝シュペッサルト郡に属す市である。この街は州認定の保養地である。
バイエルン州開発プログラムによれば、ゲミュンデン・アム・マインは中級中心都市とされている。

## 地理

### 位置
本市は、ヴュルツブルクからマイン川を約40 km 下った場所に位置している。
本市の市内で、ジン川がフレンキシェ・ザーレ川に注ぎ、さらにその後マイン川に合流する。このことからゲミュンデン・アム・マインは「3つの川の街」あるいは「フランケン地方の3つの川の街」と呼ばれる。マイン川はゲミュンデンで北西から西に向きを変え、これによりマインドライエック（マインの三角）が終わり、ロール・アム・マイン付近からマインフィーアエック（マインの四角）に移行する。さらにヴェルンフェルト市区でヴェルン川がマイン川に注いでいる。市の東部はフレンキシェ・ヴァインラント、西部はシュペッサルト山地、北部はレーン山地に位置している。市内の最高地点は、ランゲンプロツェルテン揚水式発電所の上部水槽があるシュペッサルト山地ゾールヘーエの海抜 519 m 地点である。最低地点はマイン川沿いの海抜 152.4 m である。
ゲミュンデンは、ウンターフランケンから現在のライン＝マイン地方に入る古代の交易路であるビルケンハイナー街道、およびフレンキシャー・マリエンヴェークに面している。

### 市の構成
ゲミュンデン・アム・マイン市には以下の15の市区が属している。人口は、2018年12月31日現在のこの街を主たる居住とする住民の人数である。

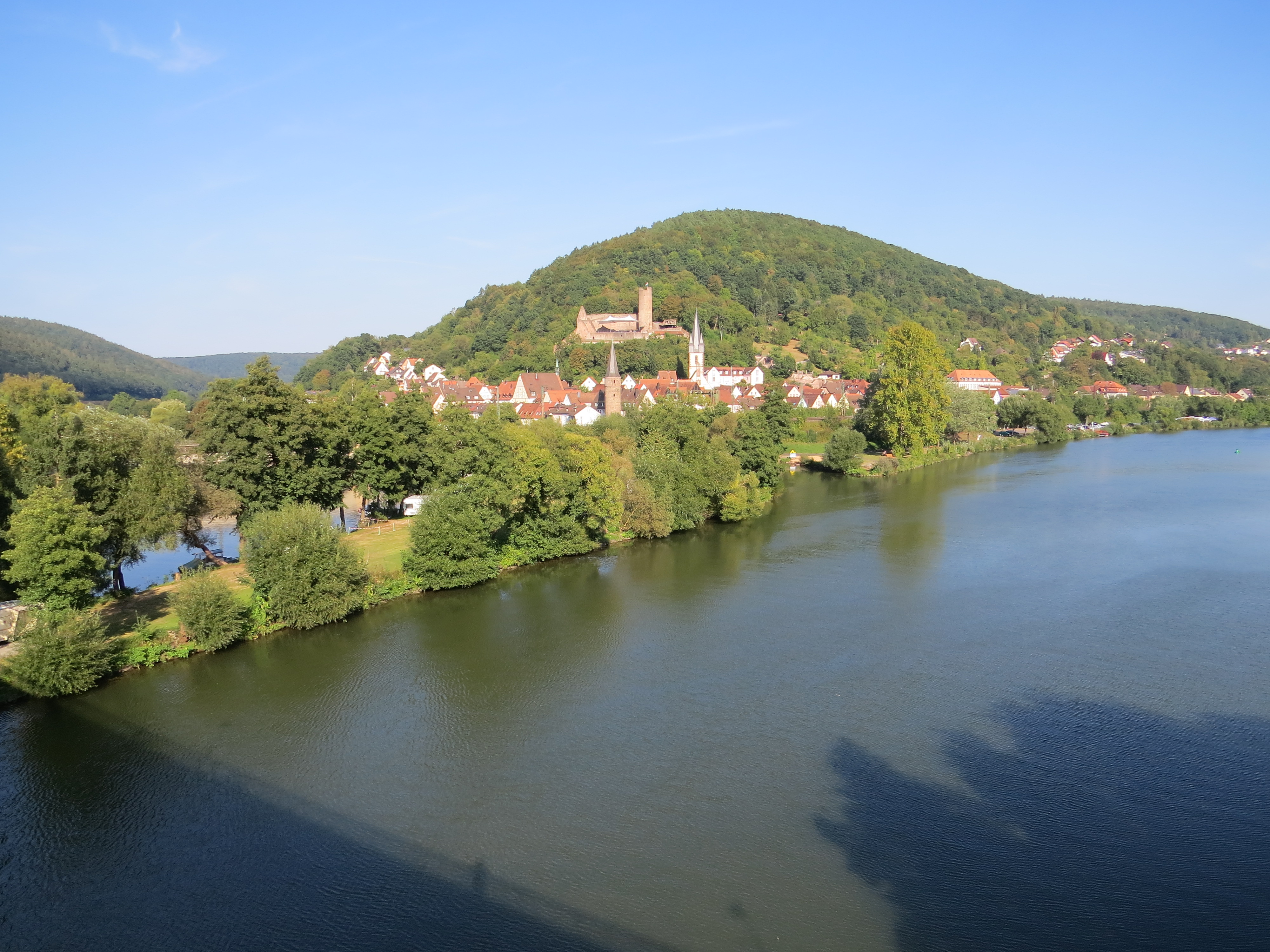
ゲミュンデン・アム・マイン旧市街

| 市区名                              | 市区名          | 人口（人） |
| ----------------------------------- | --------------- | ---------- |
| アーデルスベルク                    | Adelsberg       | 939        |
| アッシェンロート                    | Aschenroth      | 46         |
| ゲミュンデン                        | Gemünden        | 4,600      |
| ハルバッハ                          | Harrbach        | 126        |
| ホーフシュテッテン                  | Hofstetten      | 399        |
| ホーエンロート                      | Hohenroth       | 168        |
| クラインヴェルンフェルト            | Kleinwernfeld   | 48         |
| ランゲンプロツェルテン              | Langenprozelten | 1,911      |
| マッセンブーフ                      | Massenbuch      | 173        |
| ネッツェンブルン                    | Neutzenbrunn    | 70         |
| ライヒェンブーフ                    | Reichenbuch     | 18         |
| シャイパハ（ツォルベルクを含む）[3] | Schaippach      | 347        |
| シェーナウ                          | Schönau         | 93         |
| ザイフリーツブルク                  | Seifriedsburg   | 396        |
| ヴェルンフェルト                    | Wernfeld        | 1,009      |

## 地名

### 語源
「ゲミュンデン」 (Gemünden) という地名は、古高ドイツ語で「川の合流点」を意味する gimundi に由来する。これはジン川がフレンキシェ・ザーレ川に注ぐ合流点とフレンキシェ・ザーレ川がマイン川に注ぐ合流点を意味している。追加語の「アム・マイン」(am Main) は、本市と同名の他の町とを識別するためにつけられた。1339年から時代によって、シュタットゲミュンデンとヴェーニヒゲミュンデ、あるいはグロースゲミュンデンとクラインゲミュンデンといった区別がなされたこともある。

### 古い表記
この街は、様々な古地図や史料に以下のような表記で記されている。
| - 1243年 Gemunde - 1289年 Gemunden - 1342年 Gemuend - 1354年 Gemünden an der Synne und an der Sal - 1391年 Gemunde an dem Meyne | - 1395年 Gemunden an dem Meun - 1567年 Gemünden am Mayn - 1656年 Gemuend an dem Maeyn - 1831年 Gemünden - 1973年 Gemünden am Main |

## 歴史

### 自治体の成立まで
この集落は、1243年にヴュルツブルク司教ヘルマン1世フォン・ロプデブルクとリーネック女伯アーデルハイトとの協定に初めて記録されている。しかしゲミュンデンは1243年以前にすでに、リーネック伯によって「市」に昇格していたと推測される。この街の地元の伝統は、後の都市の原点である漁村に根ざしている。ゲミュンデンはアムト・ゲミュンデンの本部所在地であった。ゲミュンデンは1469年に最終的にヴュルツブルク司教領となった。ヴュルツブルク司教領は1500年からフランケン帝国クライスの一部となった。司教領主のルドルフ2世フォン・シェレンベルクは、境を接するマインツ選帝侯領やフルダ司教領に対抗する稜堡を建設した。1803年の帝国代表者会議主要決議に基づき、ヴュルツブルク司教領はバイエルン王国に併合された。ゲミュンデンはバイエルンの郡庁所在地となった。
地元のシェーナウ修道院は1189年にフィリップ・フォン・テュンゲンによって創設された。1699年以降、コンベンツァル聖フランシスコ修道会の修道士たちは、修道院・巡礼教会の管理・運営を行っている。
バイエルンの行政改革の時代、1818年の自治体令により現在の自治体が成立した。
ハンセン病患者協会のデータによれば、ゲミュンデンには1326年から中世のハンセン病療養所があった。その場所は leprosorum iuxta aquam dictam Raemse と記されている。

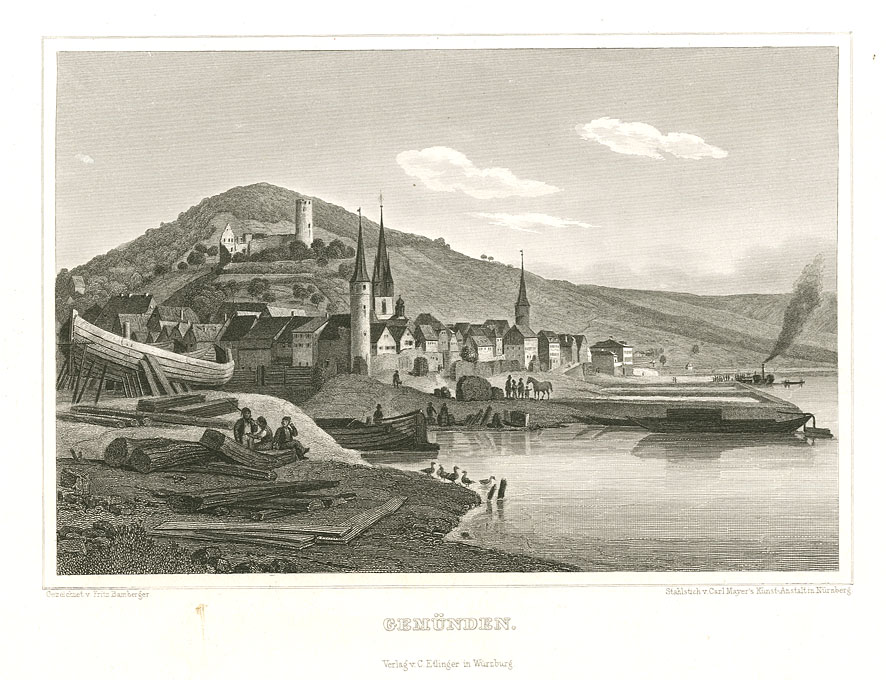
1847年に描かれたゲミュンデン

### 19世紀から20世紀
1854年、ルートヴィヒ西線（現在のマイン＝シュペッサルト鉄道）により鉄道網に結ばれた。1872年にゲミュンデン - エルム線、1879年にゲミュンデン - シュヴァインフルト線、1884年にザーレタール鉄道ゲミュンデン - ハンメルブルク線が開通し、ゲミュンデンは鉄道の結節点となった。
国家社会主義の時代、プラットナースガッセのシナゴーグは1938年11月の排斥運動（水晶の夜）で SA隊員によって破壊された。第二次世界大戦中は、多くのソヴィエト人戦争捕虜が、戦争遂行上重要な施設で強制労働を強いられた。
1945年3月16日のアメリカ軍戦闘爆撃機による空爆と1945年4月4日および5日の砲撃によって、市の2/3が破壊された。更地になるまで破壊された地域には、16世紀から17世紀に建設された密集した旧市街西部および中心部（市庁舎、魚市場、バートガッセ、ケルナースガッセ、ヴィルトスガッセ）が含まれた。聖ペーターおよびパウル教会、ヘクセン塔、ミュール門、歴史的市庁舎（4月に占領された後完全に解体された）、アーデルマン＝ハウス、ヴルツガルテン邸が破壊された。1946年から1950年の整地後の、旧市街地区の再建は簡素な漆喰造りで行われた。道路の配置も大きく変更された。マルクト広場に面していた市庁舎は再建されなかった。旧市街は1980年代に広範囲にわたって刷新された。
1972年7月1日にゲミュンデン・アム・マイン郡が廃止された。1971年から1978年までの間に14の市区が新たに合併し、市の面積は7倍に拡大した。

### 市町村合併
1971年1月1日にそれまで独立した町村であったアーデルスベルク、ホーフシュテッテン、マッセンブーフが合併した。1971年7月1日にシャイパハとザイフリーツブルクがこれに続いた。1972年1月1日にハルバッハが加わった。アッシェンロートは1972年7月1日に合併した。さらに1976年1月1日にヴェルンフェルトが、1978年1月1日にランゲンプロツェルテンが合併した。

## 住民

### 人口推移
1988年から2018年までの間にこの街の人口は、10,133人から10,119人へ、14人、約 0.1 % 減少した。

## 行政

### 議会
ゲミュンデン・アム・マインの市議会は24議席からなる。

### 首長
市長のユルゲン・リッパート (Bündnis für Bürgernähe) は、2014年3月30日の第2回投票で 50.5 % の支持票を得て市長に選出され、2020年3月15日の選挙では 94.9 % の票を獲得してさらに6年の任期を得た。彼は市長職にあることで、同時に市議会にも議席を占める。

### 紋章
図柄: 青地。側塔、開いた門、金の門扉を持ち、赤い屋根を戴いた銀の胸壁の上に、いずれも赤い尖塔型の屋根を戴いた2つの隅塔を持つ銀の塔。

### 姉妹都市
- ダイフェン（オランダ、ヘルダーラント州）[13]

友好都市
- ナッレス（イタリア、トレンティーノ＝アルト・アディジェ州）
- ツェラ＝メーリス（ドイツ語版、英語版）（ドイツ、テューリンゲン州）[14]

## 文化と見所
ゲミュンデン・アム・マインは、サイクリング客やハイカーが集まる街である。この「3つの川の街」には、多くの地域を超えた自転車道（マイン自転車道、マン＝タウバー＝フレンキシャー・ラートアヒター、レーン＝ジンタール自転車道、ヴェルンフェルトの南数kmの地点を通るヴェルン自転車道）や広域遊歩道（マインタールヘーエン周回遊歩道、ビルケンハイナー街道）が集まっているからである。甚大な戦争被害の後簡略な様式で復興された旧市街中心は、一連のカフェやレストラン、新しい市庁舎、マルクトブルネン（直訳: 市場の泉）、復元された聖ペーターおよびパウル教区教会が建つマルクト広場である。オーバートーア通りには、散発的に木組み建築も見られる。

### 博物館
フッテンシュロス・ゲミュンデンには、民間団体が運営する映画＝写真＝音声博物館がある。定期的な映画上映、講演会、展覧会、映画や写真のセミナーコースが行われている。

### 音楽
2000年から2007年までこの街では毎年ヘビーメタル・フェスティバル「アップ・フロム・ザ・グラウンド」が開催されていた。
2013年の夏から、シュッツハーフェンでフェスティバル・タンツインゼルが開催されている。

### 建築

#### 城と都市防衛施設

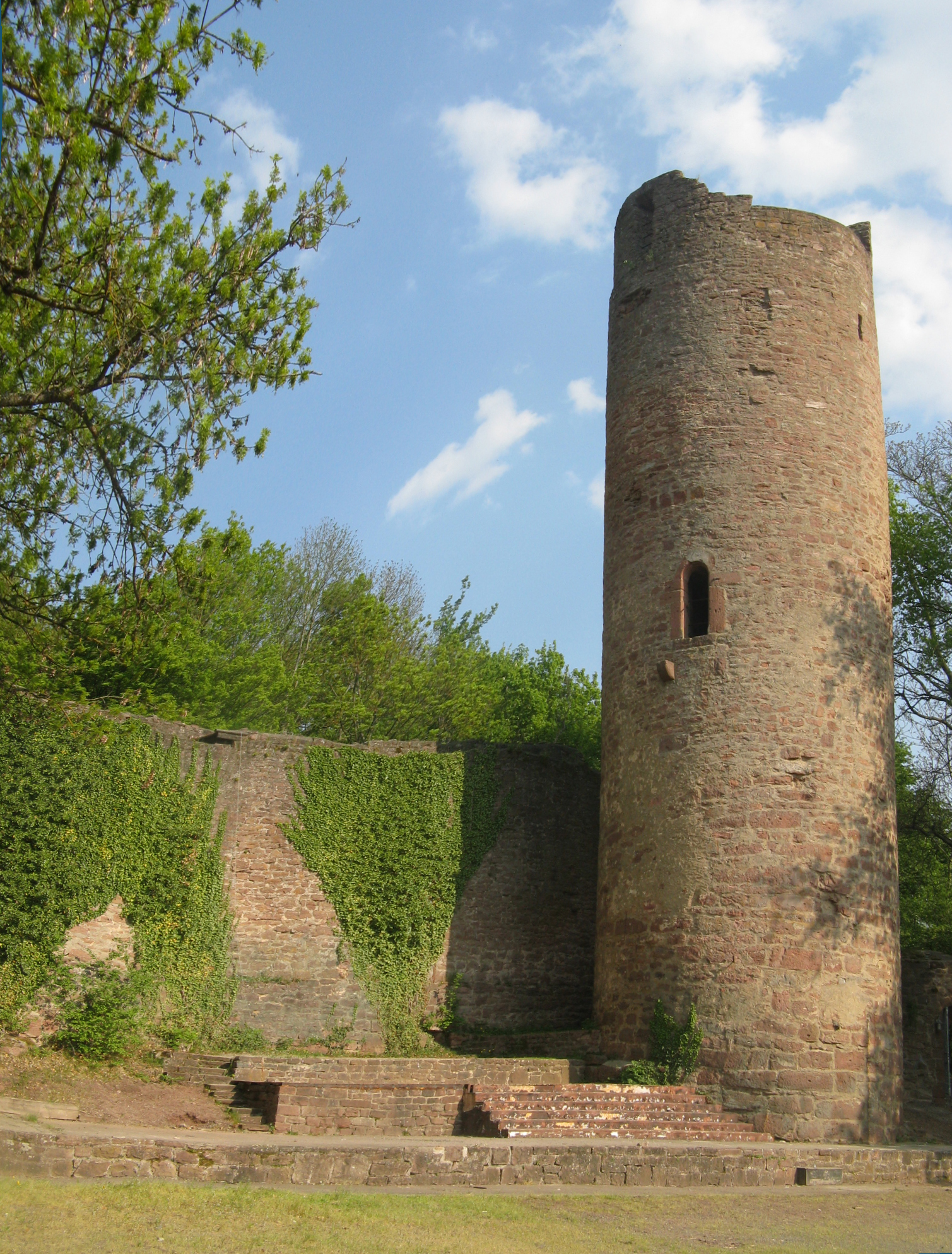
シェレンブルク城のベルクフリート

##### シェレンブルク城
ゲミュンデン中核部の高台の岩山上にシェレンブルク城塞（シェレンブルク城館とも呼ばれる）の城趾がある。この城は、遅くとも1243年、おそらくはそれよりも以前からリーネック伯領に属していたが、1469年にヴュルツブルク領に移行し、司教領主にちなんだ名をつけられた。この城は1598年までアムツケラー（地域の徴税役場）として用いられた。18世紀末以降は用いられなくなり、荒廃した。城の遺構としては、南東の城門、防壁の一部（かつては市壁とつながり一連の環状壁を形成していた）、円形のベルクフリート（コウモリの巣となっており、立ち入ることはできない）、地下室を持つ宮殿建築の切妻面の壁、小さな空き地（マインタールやザーレタール、シュペッサルト山地を望む展望台となっている）が遺されている。1990年代から夏になると城趾の中庭でシェレンブルク城演劇祭（野外演劇祭）が開催されている。

##### スロールブルク城
シュレンブルクよりさらに高台の、近づくのが難しい森の中の急斜面の小径沿いに古いスロールブルク城のひどく苔むした基礎壁がある（埋蔵文化財）。この城は、ヘルマン1世フォン・ロプデブルクの時代に建設され、1243年にヴュルツブルク選帝侯とリーネック伯が協定を締結して領主権を分割した際に取り壊された。

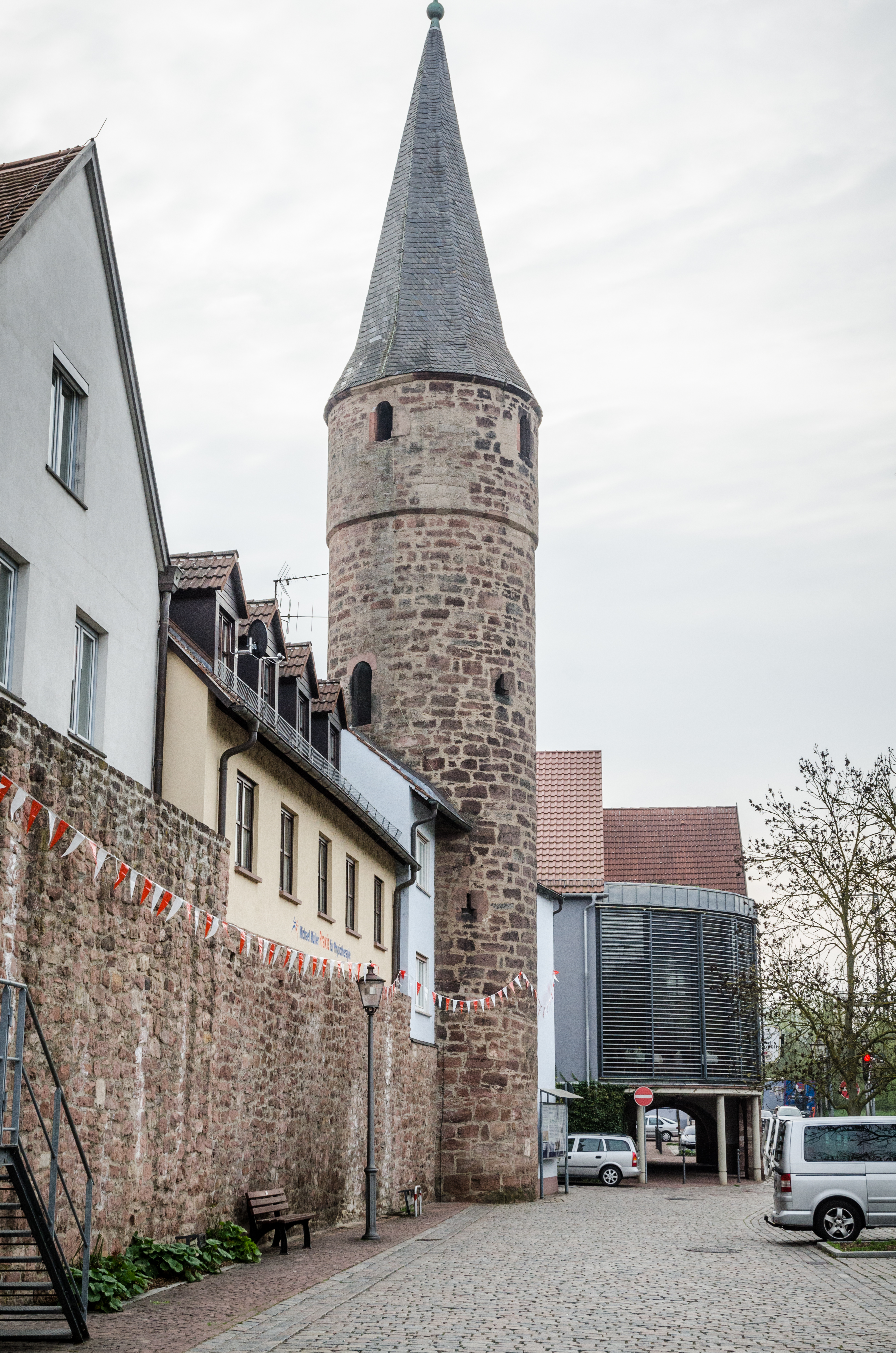
市壁とオイレン塔

##### 都市防衛施設
都市防衛施設のうち、2つの市門（ミュール門）、2つの監視塔（オイレン塔とヘクセン塔）、壁跡に建てられた数件の家屋が遺されて、あるいは復元されている。オーバートーア（上の門）は現存しない。ヘクセン塔沿いのいわゆる「アムツシュレイバー＝プフェルトヒェン」（直訳「書記官の小さな入り口」）は、市壁の上に建てられた木組み建築の下を通って旧市街への入り口となっていた。

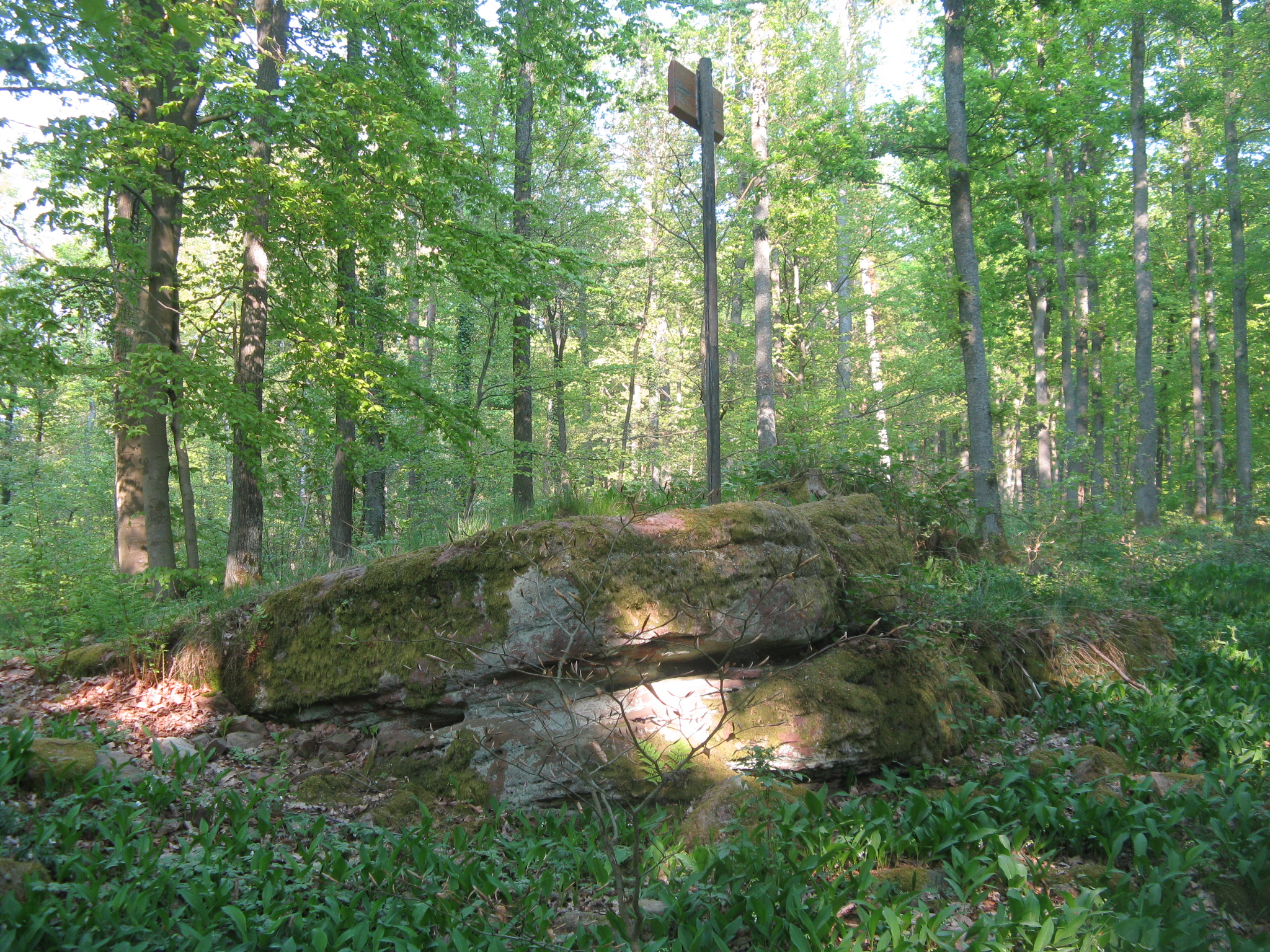
スロールブルク城趾
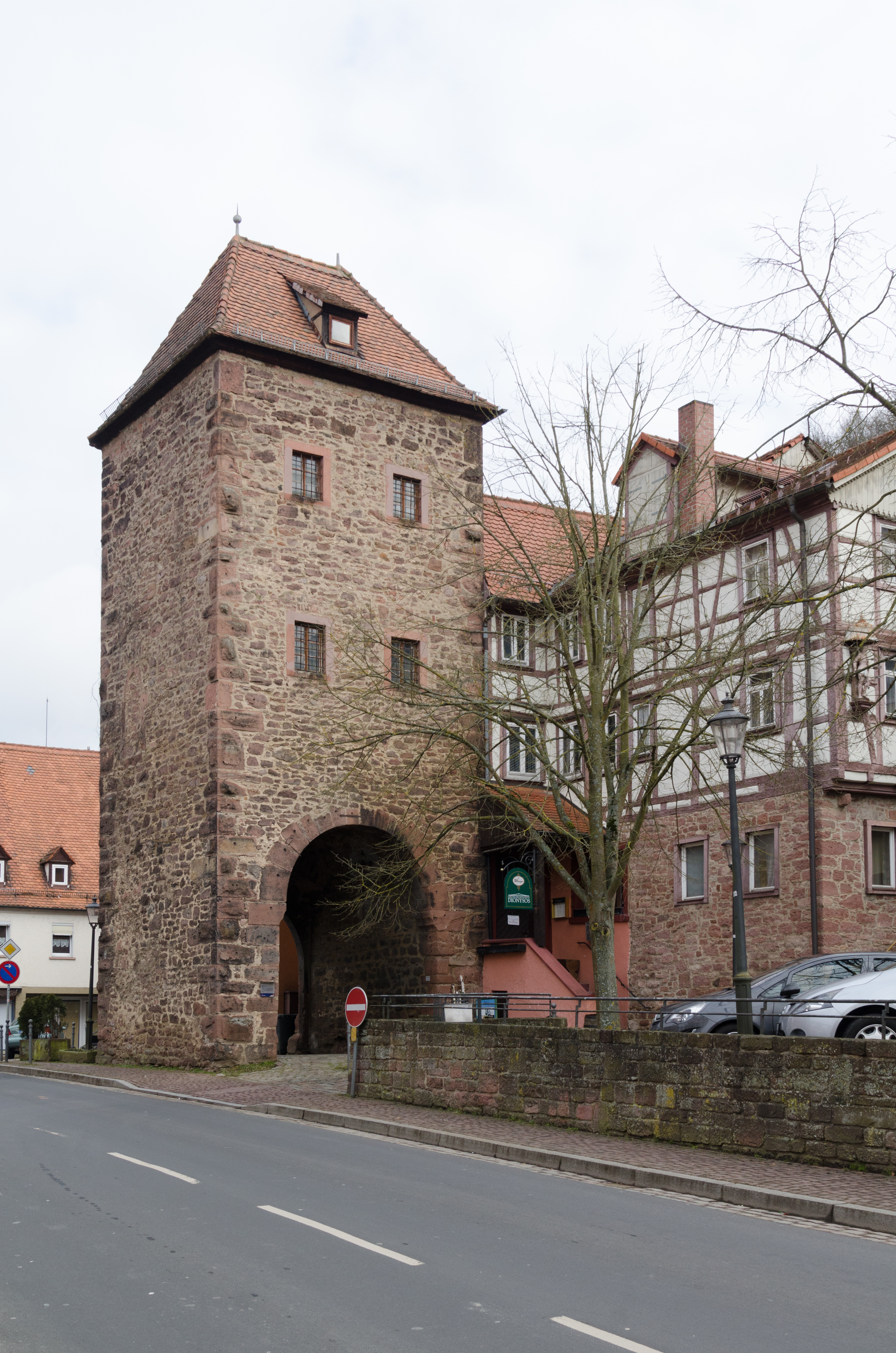
ミュール門
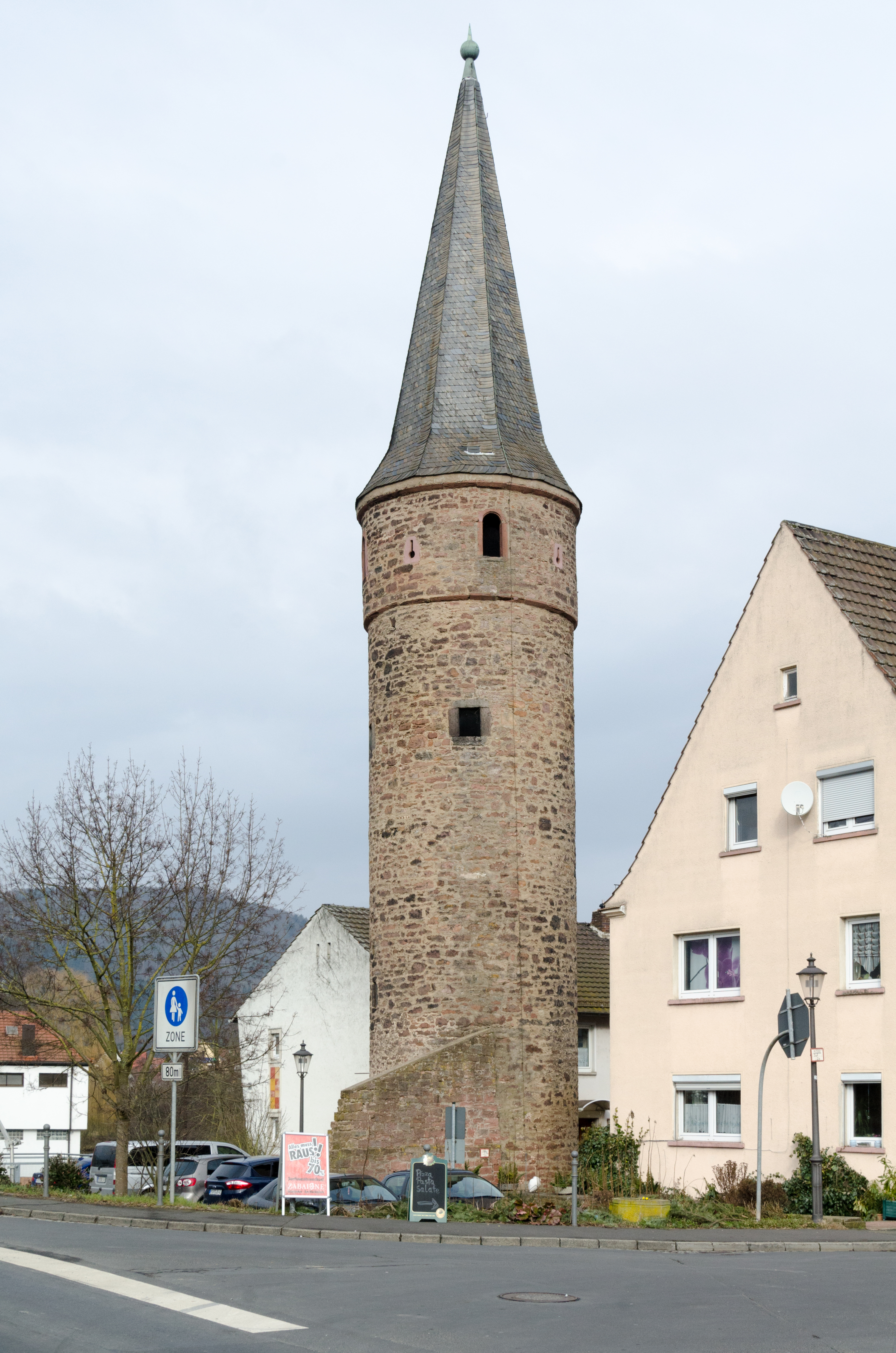
ヘクセン塔
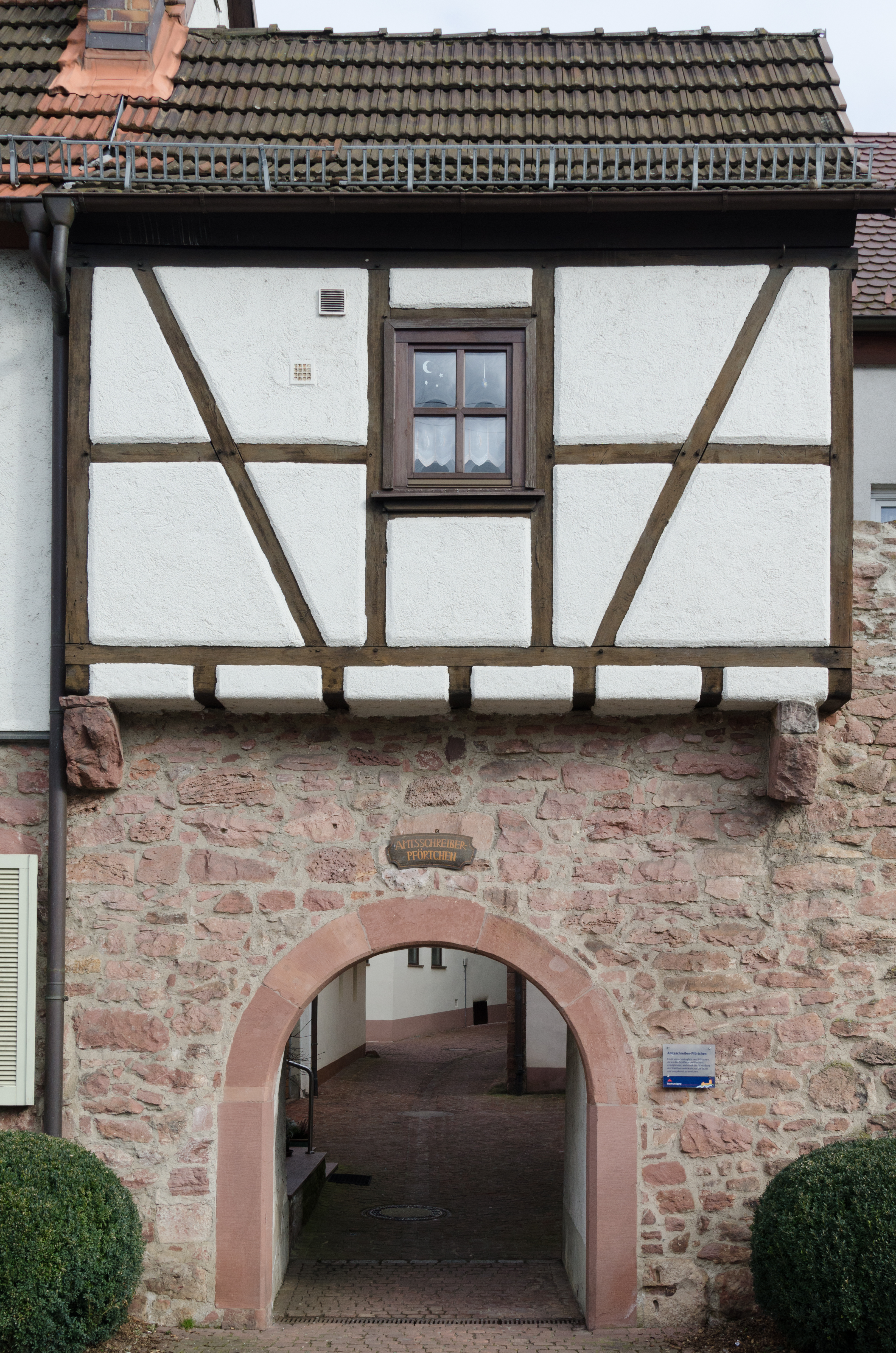
アムツシュレイバー＝プフェルトヒェン

#### 宗教建築

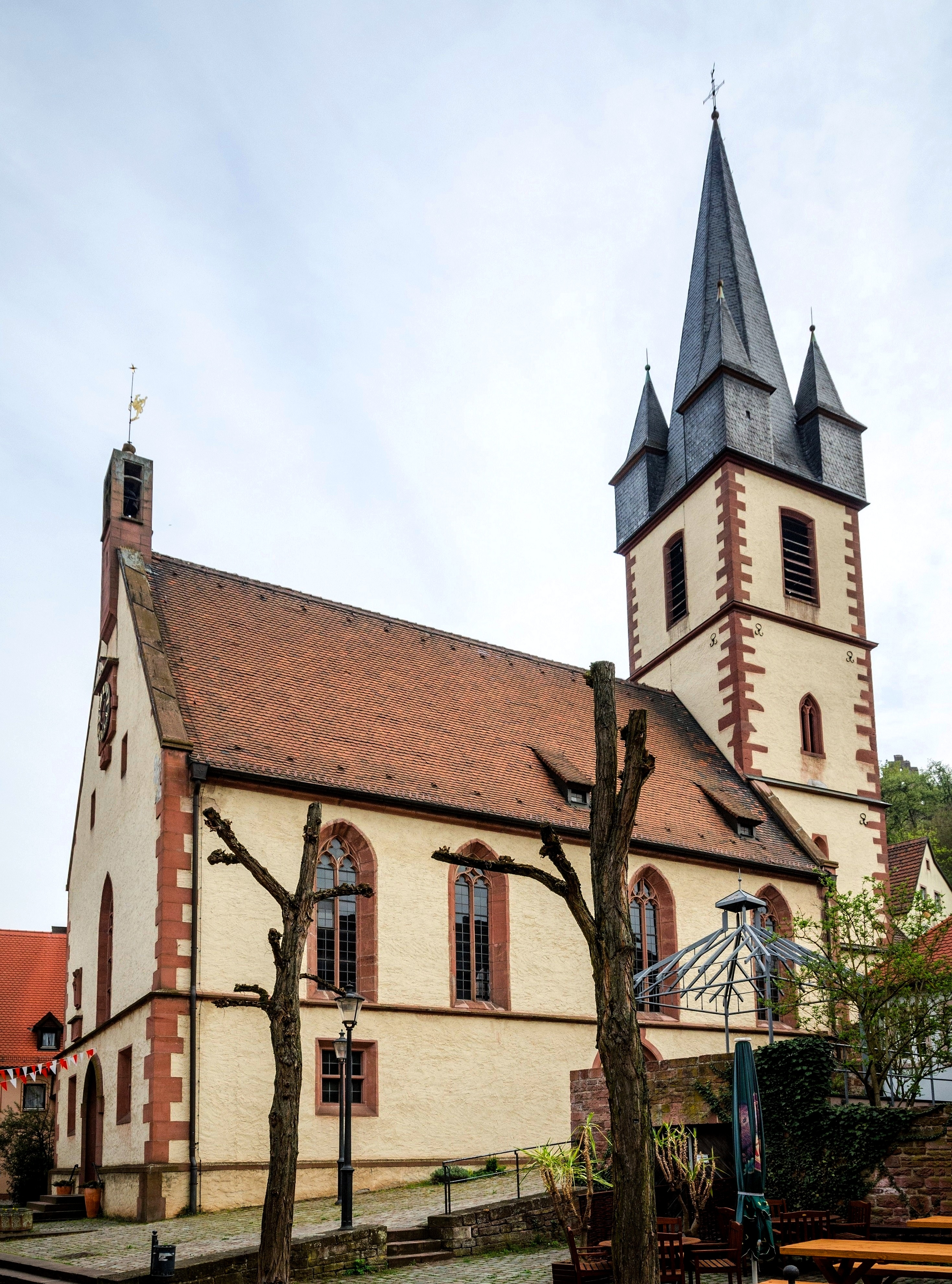
ゲミュンデンの聖ペーターおよびパウル教会

##### 聖ペーターおよびパウル都市教区教会
この教会堂は1488年に、それ以前にあったペーター教会の壁の上にゴシック様式で建設された。建物は1945年に基礎壁まで破壊された。残ったのは教会塔の下層部分だけであった。時計と市の紋章を掲げる現在の長堂および、八角形の尖頭屋根と4つの角の小塔を戴く教会塔は1948年に完全に再建された。第二次世界大戦後の再建は、敢えて簡素になされた。内部には、聖ペテロと聖パウロの2体の像と、1601年に制作されたジモン・ヒューゲルの立派な墓碑がある。1956/57年に、階層を増す形で教会塔の再建が行われた。

##### 福音主義のクリストゥス教会
この教会堂は1909/10年に建設され、駅のすぐ近くにある。非対称のユーゲントシュティール建築で、北西側に小さな前面塔があり、反対側にはかなり大きく力強い鐘楼が建っている。この建物は1960年から2008年までの間に何度も、内部も外部も増改築が行われた。

##### 三位一体教会
街の中心部に、1954年、ヴュルツブルクの聖堂建築家ハンス・シェーデルによって、祭壇室を持つ台形で平屋根のカトリックの三位一体教会が建設された。近代的な祭壇画（磔刑図）と、神の三位一体を様式的に描いた天井画はゲオルク・マイスターマンによって描かれた。

##### 慈悲深き聖十字架姉妹団の修道院
遠くからも見えるのが「慈悲深き聖十字架姉妹団の修道院」である。この教団のボヘミアから放逐された支部姉妹団が、建築家ハンス・ベッカーとともに、1947年に立派な修道院建築を新たなバイエルン支部としてここに建設した。ここには保育園の他に社会福祉施設も入居している。女子教育機関としてマイン＝シュペッサルト郡の外にまで広く知られた女学校「テオドシウス＝フロレンティーニ＝シューレ」は男子にも門戸を開き、継承されている。

##### シェーナウ修道院
ゲミュンデン市中心部の北 3 km のフレンキシェ・ザーレ川の谷にフランシスコ会シェーナウ修道院がある。この修道院は元々シトー会女子修道院として創建された。

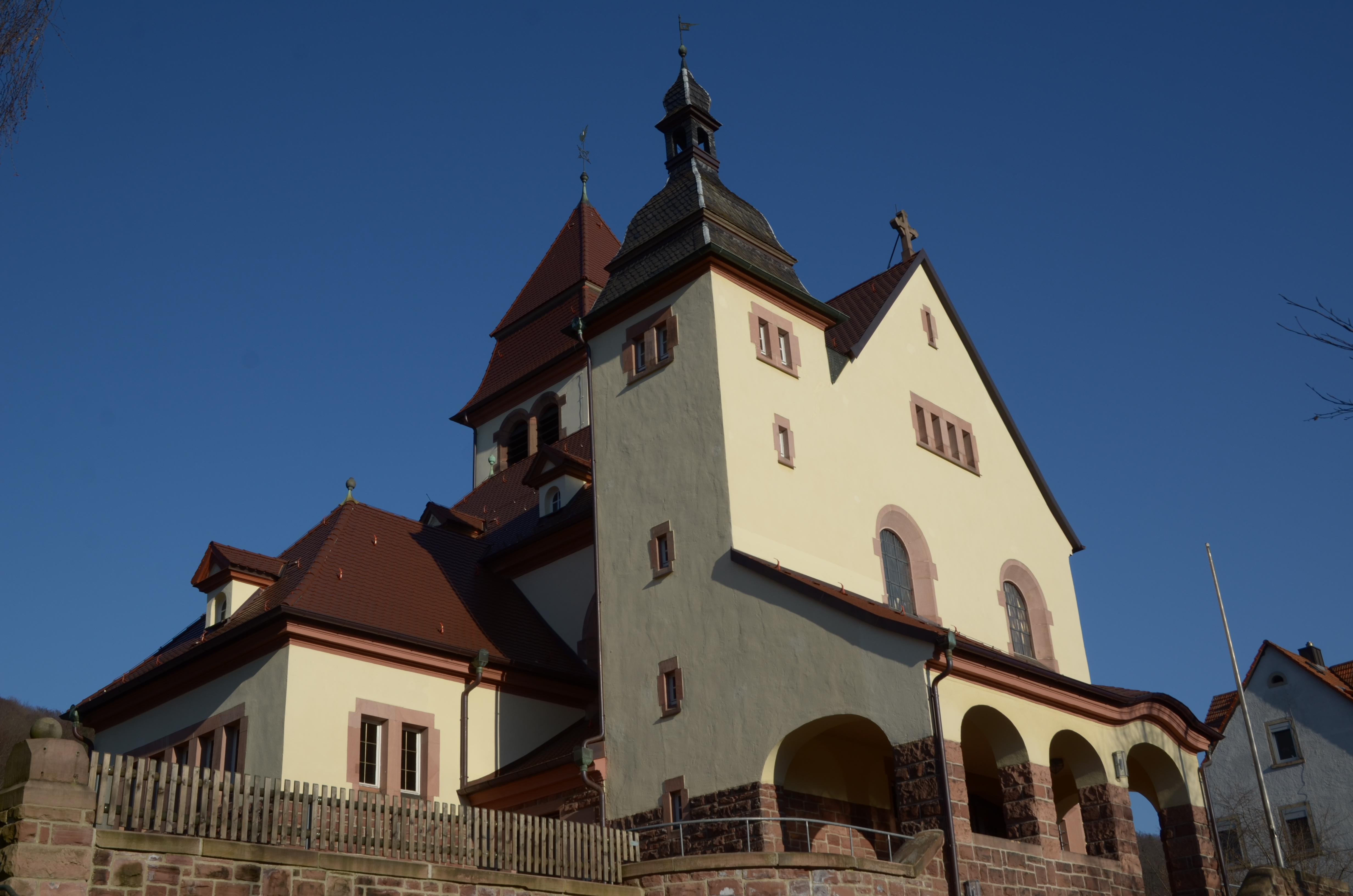
クリストゥス教会
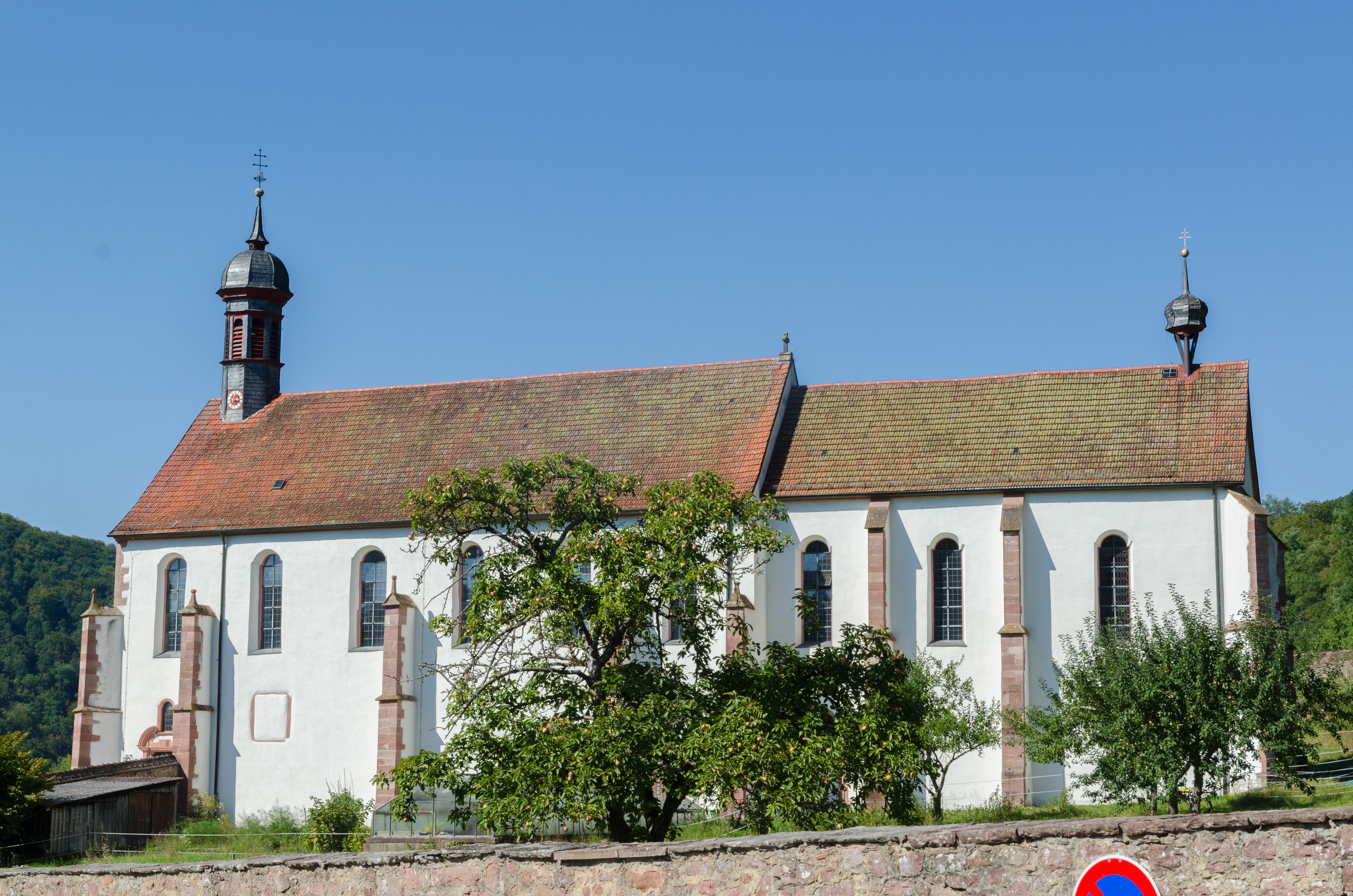
シェーナウ修道院

#### 世俗建築

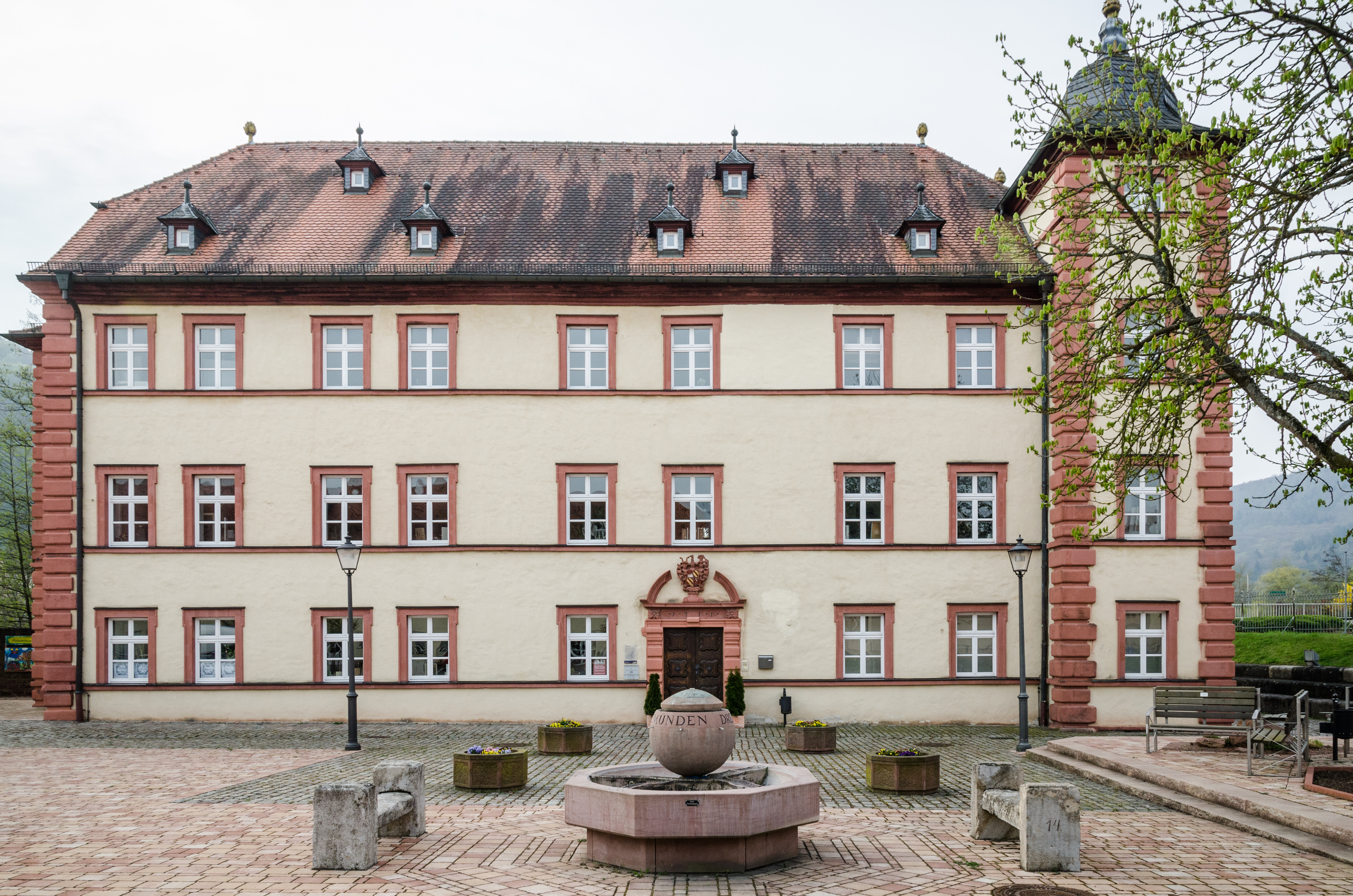
フッテンシュロス

##### フッテンシュロス
この街唯一の城館建築が、ザーレ川右岸（クラインゲミュンデナー）に建つ300年前のフッテンシュロスである。地元の歴史的な伝承によればこの城館は、1243年の分割協定でリーネック伯の所有として保持されたゲミュンデン部分である可能性がある。1711年（入り口上の銘による）にリーネックの官僚クリスティアン・シュテルンが隅塔と庭園のある4階建ての建物をレントアムト（財務管理のための役所）として建設した。その遺産はルートヴィヒ・フッテン・ツー・シュトルツェンベルクに売却された。この建物は司教領主クリストフ・フランツ・フォン・フッテンの下、ヴュルツブルク選帝侯領となった。門のアーチには、司教領主ゲオルク・カール・フォン・フェッヒェンバッハの紋章が掲げられている。この城館は様々な用途（レントアムト、国家労働奉仕団の宿舎、ウンターフランケン交通博物館）に転用されてきた。現在この建物には映画＝写真＝音声博物館とシュペッサルト自然公園の展示室が入居している。

##### ツヴィング税関
ヴェルンフェルト/ヴュルツブルクへ通じる街道筋にあった。

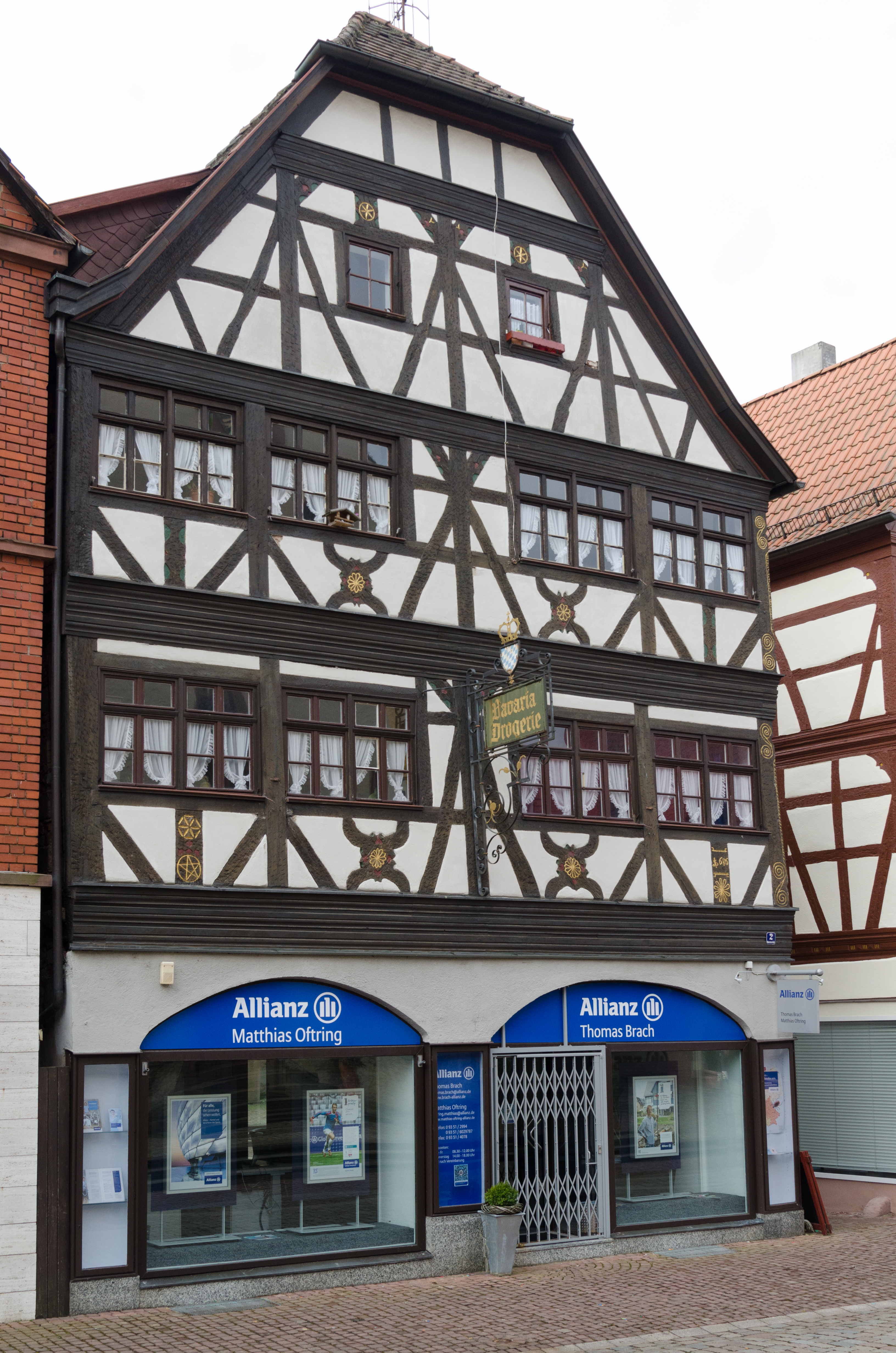
復元されたオーバートーア通り2番地の家

##### その他
1585年から1596年にルネサンス様式で当時の魚市場前に建設された市庁舎は、第二次世界大戦で完全に破壊され、再建されなかった。その平面図は、マルクト広場に描かれている。当時この建物があった場所には、歴史的建造物を記念する記念碑が建っている。
市の新庁舎（マルクト広場沿いの別の場所）は、屋根の上の小塔を持つ切妻建築であるが、渦巻き装飾の破風、小尖塔、半柱、玄関といった失われた建築要素は復元されなかった。大きな長方形の窓があるファサードは、むしろ簡素で飾り気がない。
1980年代に旧市街の徹底的な再開発が行われた。17世紀から18世紀のいくつからの木組み建築、たとえば、オーバートーア通り2番地、8番地、16番地、ミュールトーア通り4番地と10番地、マルクトプラッツ8番地、プラットナースガッセ8番地などが復元された。
アーデルマン＝ハウス（1597年にヴュルツブルク大司教領の役所として建設された、1階は石造りの木組み建築で、魚市場からザーレ川の橋へ向かう道沿いにあった）や、マルクト広場のヴルツガルテン館（旧重罪刑事裁判所。1568年に建設され、石造りの1階と木組みの2階、3階を有していた）は復元されなかった。

##### プンプシュパイヒャー発電所
この発電所はランゲンプロツェルテン地区にある。

### 記念碑

#### 記念プレート
1938年11月のユダヤ人排斥運動（水晶の夜）に甚大な損傷を受け、1945年に取り壊されたシナゴーグ跡に記念プレートが掲げられている。亡くなったソヴィエト人強制労働者に対する慰霊碑がリーネック方面にある。

#### 戦没者墓地
この墓地はブルクジン/ヨッサ方面のアインマルベルクにある。ここには、両大戦でなくなった様々な国の兵士1193人が埋葬されている。簡素な墓には故人の名前が記されている。この悔恨の場には、跪いた姿勢で鎖につながれた人物が描かれている。

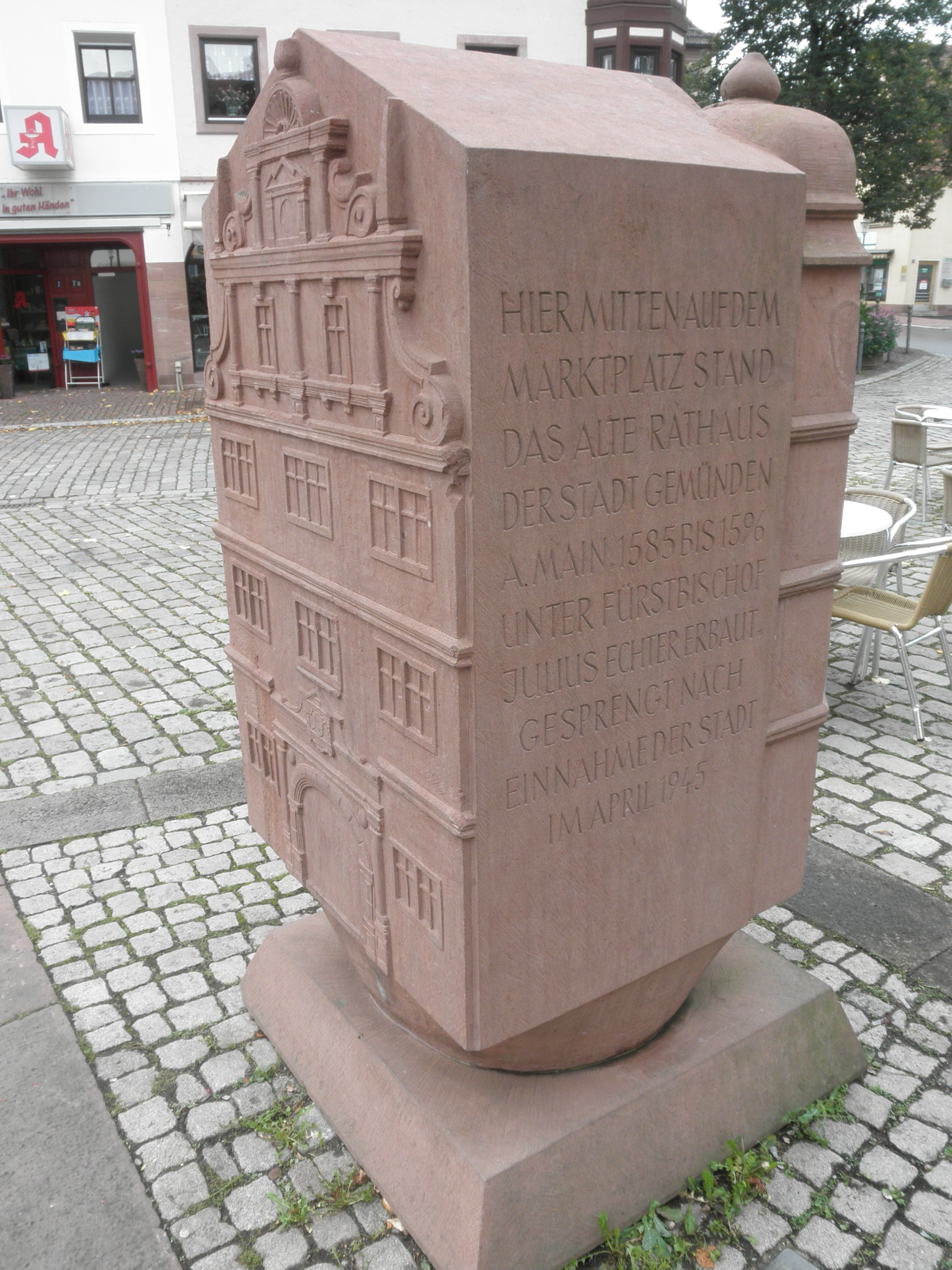
旧市庁舎記念碑

#### 旧市庁舎跡地の記念碑
マルクト広場沿い。市庁舎の図像と「ここ、マルクト広場に面した中央にゲミュンデン・アム・マイン市の旧市庁舎が建っていた。旧市庁舎は1585年から1590年に司教領主エヒターの下で建設された。1945年4月市の占領後に爆破された。」という銘文が記されている。

#### エリアス・ヒューゲルの栄誉柱
皇帝の宮廷石工頭エリアス・ヒューゲルの栄誉柱が、1996年、その生誕地ゲミュンデン・アム・マインにフリードリヒ・オプファークーの設計に基づき、Ferenc Gyurcsek によって制作された。これは1740年にカイザーシュタインブルーフに設置され酷く破壊されたオリジナルを模したものである。これは、「ゲミュンデン・アム・マイン歴史協会」と「カイザーシュタインブルーフ博物館・文化協会」との良好な共同作業の徴となっている。

### クラブ、協会、団体
- WWC ホワイト・ウォーター・カンパニー・ゲミュンデン・アム・マイン e.V.: カヌースポーツクラブ
- ゲミュンデン演劇祭協会 e.V.
- ESV バーヴァリア・ゲミュンデン（サッカー、トライアスロン、チェス、バレーボール、レスリング、体操、卓球、ダーツ、空手）
- FV ゲミュンデン/ザイフリーツブルク: サッカークラブ（ESV バーヴァリア・ゲミュンデンと SV ザイフリーツブルク）
- TC ゲミュンデン: テニスクラブ

### 年中行事
シェレンブルク演劇祭は毎年7月から8月にシェレンブルク城趾の中庭で開催される。

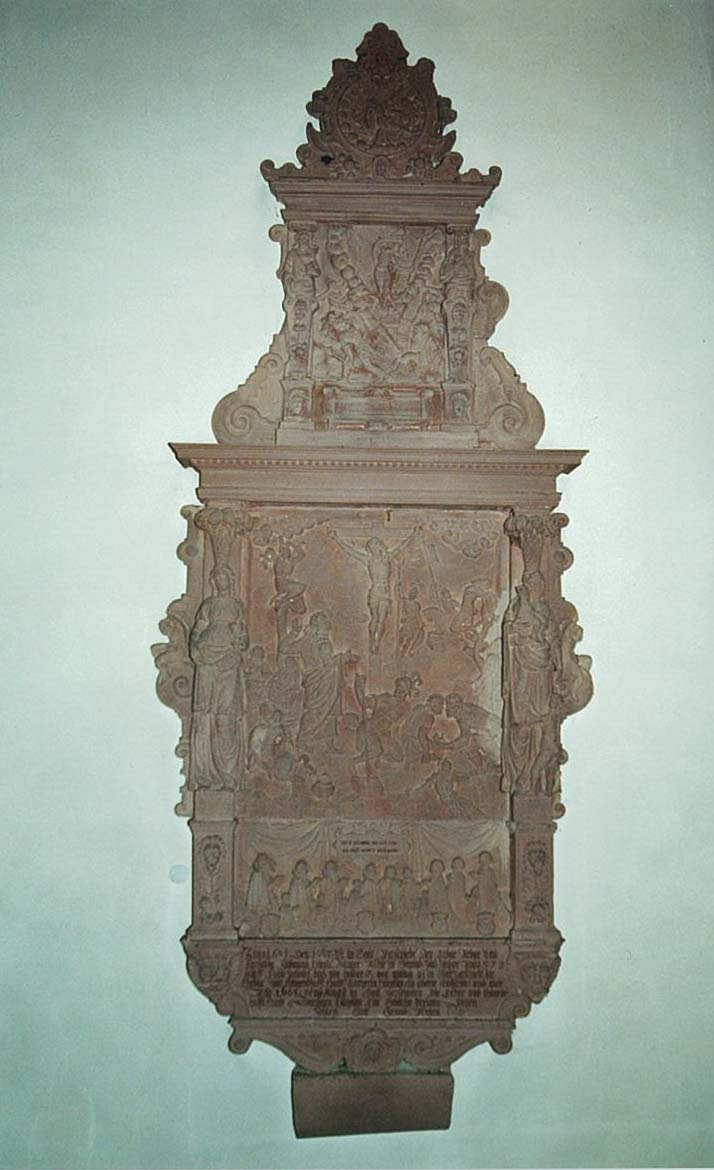
ジーモン・ヒューゲルの墓碑

### ヒューゲル家
ゲミュンデン発祥で、16世紀末からこの地で確認されているヒューゲル家は、19世紀になるまで、地域を超えて重要な石工、彫刻家、建築家を輩出した。しかし彼らの創作活動の中心は、彼らの故地ではなく、ウィーン地方の有名な石工の中心地であった。
ゲミュンデンの教区名簿には、1598年にヨドクス・ヒューゲルの結婚が記録されている。聖ペーターおよびパウル教区教会の1601年製の立派な墓碑が、ジーモン・ヒューゲルについて語っている。贅沢な教会の墓碑は、彼が多額の寄進者であったことを示しており、おそらく裕福な家庭であった。ヨハン・フランツ・ヒューゲルは1659年にマルガレータ・フェーゼリンと結婚した。彼らの3人の息子たち、ヨハン・ガルス、ヨハン・ヤーコプ、エリアスは石工の手仕事を学んだ。
ヨハン・ヤーコプの家系だけがゲミュンデン・アム・マインに留まった。ヨハン・ガルスはニーダーエスターライヒのエッゲンブルクにあるエッゲンブルク石工兄弟団のマイスターとなり、エリアスは当時ハンガリー領、現在はブルゲンラント州に属すライタ山地の帝立採石場で職人仕事を学び、重要な宮廷石工頭となった。ウィーンでのトルコに対する勝利（1683年）の後、空前の建築作業が行われ、ウィーンは現在もなお多くの部分を特徴付けているバロック建築の街となった。これは神聖ローマ帝国において、石工のヒューゲル家を含む建築家を強く誘引する力として働いた。

## 経済と社会資本

### 経済
ゲミュンデンには雇用の多い工業系企業がないため、多くの就労者が近隣のロールやヴュルツブルクに通勤している。主に小規模な工業系企業や一連の小売業者および2軒の養護施設が雇用を提供している。
本市は、Bayerische Staatsregierung によってミッテルツェントラル（中級中心都市）と位置づけられている。
2018年、市内には3,058人の社会保険支払い義務のある就労者が働いていた。市内に住む社会保険支払い義務のある就労者は4,092人であるので、市内から市外に通勤する就労者の人数は、市外から市内に通勤する就労者の人数よりも1,034人多い。
ランゲンプロツェルテン市区のシュタイネッカー＝ヴァイツェネッカー産業地区には、徐々に多くの中規模企業（グンプ暖房石油、フォルペルト飲料、ユーロニクス xxl tvg など）や小売業者（ベルタ家具、ハーゲ建設マーケット、テグートなど）が定着している。ここでは日常生活に必要なものをほぼ全て入手することができる。この街を小さな「ショッピングシティー」と呼ぶこともできる。
市内には4つの産業および工業地区がある。
- シュタイネッカー＝ヴァイツェネッカー産業地区。ランゲンプロツェルテン市区
- シュヴァルツェ・ブリュッケ産業地区。ヴェルンフェルト市区
- ホーフヴェーク産業地区。中核市区ヴァイセン通り
- ケスラーブリュッケ産業地区。中核市区ヴェルンフェルダー通り

### 交通
ゲミュンデンは、第一次世界大戦前に計画されて放棄されたマイン＝フルダ運河プロジェクトの起点であった。

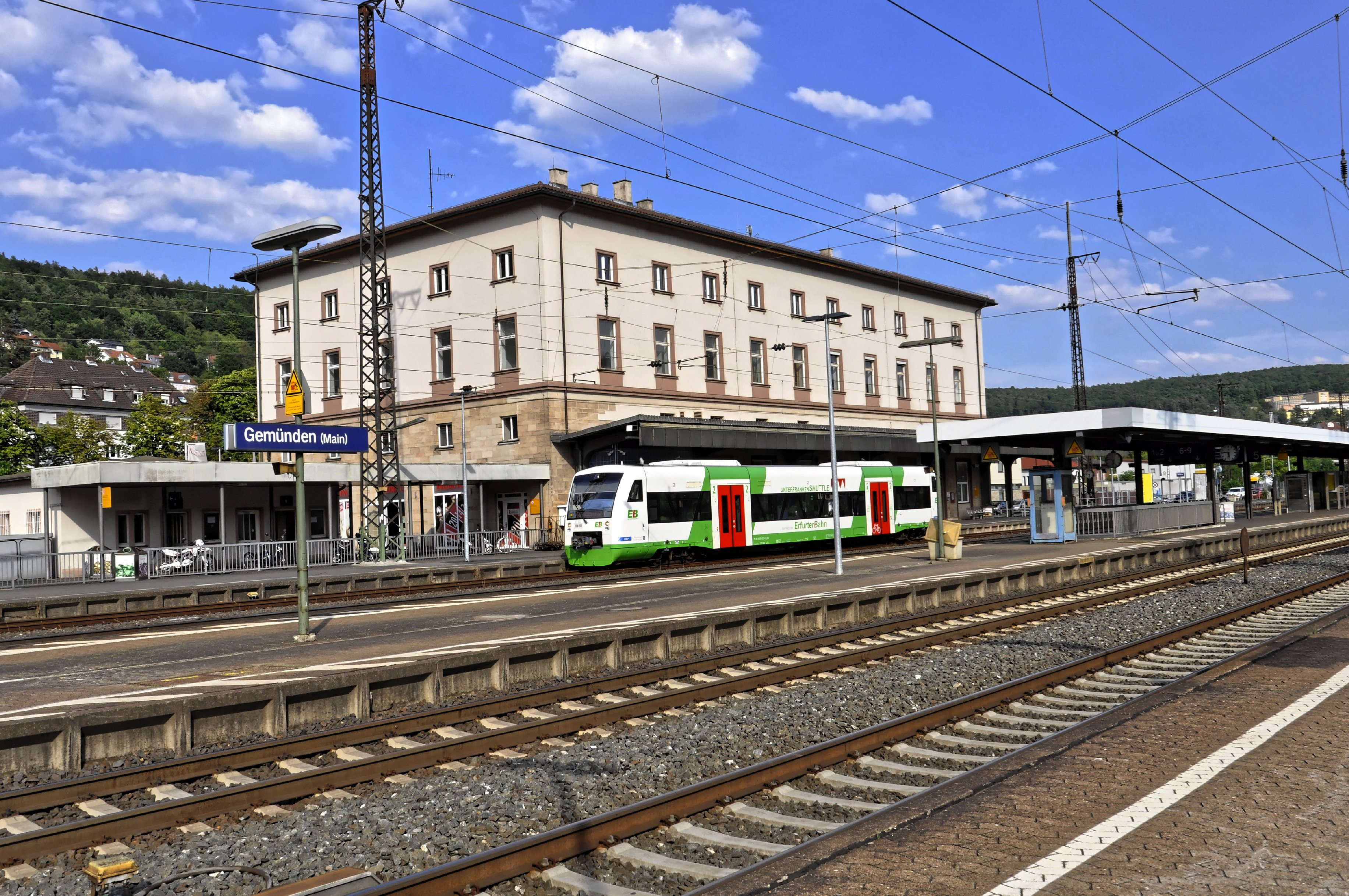
ゲミュンデン (マイン) 駅

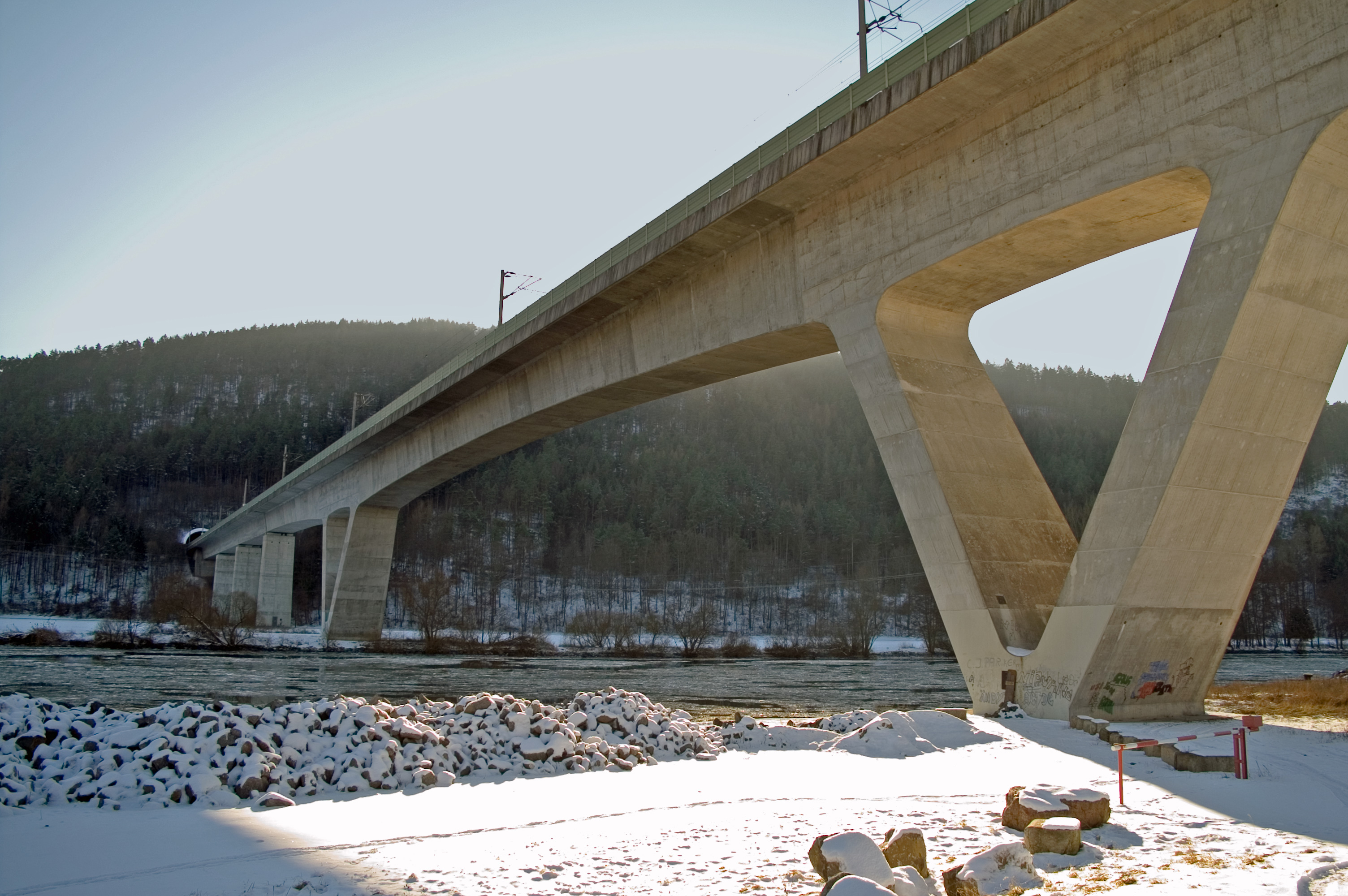
マインタール橋ゲミュンデン

本市は、重要な交通の結節点である。南北に通るフルダ - ヴュルツブルク線がゲミュンデン (マイン) 駅でアシャッフェンブルクから東西に走る路線と結ばれている。市の西を高速鉄道ハノーファー - ヴュルツブルク線がマインタール橋ゲミュンデンを使って通っている。この他に、温泉地バート・キッシンゲンへのゲミュンデン - エーベンハウゼン線がゲミュンデンで分岐している。エアフルター鉄道はこの路線を介してシュヴァインフルトとを結んでいる。さらに、ドイツ鉄道AGのレギオナルバーンがヴュルツブルクやアシャッフェンブルクとを結んでいる。ゲミュンデンは貨物輸送においても重要な結節点となっている。
ゲミュンデンは、連邦道 B26号線沿いに位置している。
船舶交通では、ゲミュンデン・アム・マイン港に着岸することができる。

### 社会福祉および教育
かつての農場「ホーエンロート」に、1978年から SOS-ドルフゲマインシャフト（直訳: SOS-村落共同体）ホーエンロートが存在している。この組織はドイツSOS-子供の村に属している。約160人（2007年10月現在）の障害者が看護をする家族と暮らし、いくつかの作業所（乳製品加工場、パン製造所、家具工房、木彫工房、金属加工所）で働き、農業を営み、田舎の店を営業している。ホーエンロートにはリーネックを経由して行く。
2019年の公式統計によれば、
- 保育園・幼稚園 8園。合わせて定員592人に対して園児数は484人[23]
- フォルクスシューレ（直訳: 国民学校）4校。生徒数 494人
- 実科学校 2校。生徒数 660人
- ギムナジウム 2校。生徒数 588人[24]

## 関連図書
- Anneliese Lussert; Olga Knoblach-Wolff (1982). Dir sing ich Gemünden mein Lied. Hofmann
- Hans Michelbach (1992). Main – Sinn – Saale, Fränkische Landschaft mit den schönsten Städten, Stadtgeschichte Gemünden a.Main. Böblingen: Tykve. pp. 70-. ISBN 978-3-925434-67-9
- Helmuth Furch (1992). Elias Hügel, Hofsteinmetzmeister. 1681 Gemünden am Main – 1755 Kaisersteinbruch. ISBN 978-3-9504555-2-6
- Helmuth Furch: In: Mitteilungen des Mus.- u. Kulturvereines Kaisersteinbruch. ISBN 978-3-9504555-3-3
  - Grabsteine der Kaisersteinbrucher Kirche, Familie Hügel No. 1, pp. 1–8.
  - Anneliese Lussert: Einer zog aus und wurde berühmt (Elias Hügel) No. 22.
  - Die Familie Hügel aus Gemünden am Main No. 42, (1996)
- Helmuth Furch (2005). Elias Hügel, Baukünstler. Der Großauftrag der Wiener Karlskirche hat sein Leben bestimmt. ISBN 978-3-9504555-6-4
- Gerd Wolfgang Sievers (2013). 111 Orte im Burgenland, die man gesehen haben muss. Hermann Josef Emons Verlag. pp. 84-. ISBN 978-3-95451-229-4